# ネッツトヨタ富山
ネッツトヨタ富山株式会社（ネッツトヨタとやま、英: NETZ TOYOTA TOYAMA. inc,）は、富山県富山市に本社を置くトヨタ自動車の自動車ディーラーである。

## 概要
1968年（昭和43年）1月22日にトヨタオート富山として設立された。品川グループ66％、大東グループ27％出資で、当初の本社は富山市中野新町2ｰ4ｰ9に置かれていたが、1969年（昭和44年）9月に本社事務所およびサービス工場を富山市新庄町銀座160番地に移転新築した。
1998年（平成10年）8月18日にトヨタオート店がネッツ店にチャネル名を変更したのに伴い、商号変更した。

### 事業内容
以下の事業を展開している。

#### 自動車販売事業
富山県内全域をカバーしており、2023年3月時点の店舗数は以下の通りとなる。
- ネッツ店 - 9店舗
- U-CAR STATION - 2店舗
- GR Garage - 1店舗

## マスコットキャラクター
マスコットキャラクターは、アミーとシャルロットである。

## キャッチコピー
- A HAPPY RELATION BETWEEN A PERSON AND A CAR TRIES TO CHANGE.

（人とクルマの幸せが変わろうとしています。）

## 提供番組
すべて一社提供、特記無き限りネッツトヨタ富山名義での提供。
現在（2023年3月時点）
- 北日本放送
  - Netz×未来ツクルプロジェクト